# Vabank
Série
Vabank 2
(1984)
Pour plus de détails, voir Fiche technique et Distribution.
Vabank est une comédie polonaise, sortie en 1981. C'est le premier film du réalisateur Juliusz Machulski. Le rôle principal est tenu par son père, Jan Machulski. Le film obtient de nombreux prix, notamment le prix du jury du Festival international du film de Karlovy Vary 1982.

## Synopsis
L'histoire se déroule dans Varsovie des années 1930.

## Fiche technique
- Titre français : Vabank
- Réalisation : Juliusz Machulski
- Scénario : Juliusz Machulski
- Directeur de la photographie : Jerzy Łukaszewicz
- Chef décorateur : Jerzy Skrzepinski
- Assistant réalisateur : Jerzy Moniak, Hanna Ostrach, Tadeusz Proc, Ryszard Zatorski
- Ensemblier : Andrzej Przedworski
- Caméraman : Janusz Gauer
- Premier assistant opérateur : Józef Letkier, Józef Ligier
- Musique : Henryk Kuźniak
- Son : Józef Drus, Maciej Macionga, Zygmunt Nowak, Marek Wronko
- Montage : Mirosława Garlicka
- Assistant décorateur : Stefan Burzynski, Leszek Leszczyk, Jerzy Zielinski
- Rédacteur adjoint : Waldemar Ostanówko
- Maquillage : Elzbieta Malka, Teresa Tomaszewska
- Costumier : Ewa Gralak-Jurczak
- Société de production : Studio Filmowe Kadr
- Pays d'origine : Pologne
- Dates de sortie : 1981
- Format : Couleurs - 35 mm - mono - (Eastmancolor)
- Genre : comédie et film de casse
- Durée : 108 minutes

## Distribution
- Jan Machulski : Henryk Kwinto
- Leonard Pietraszak : Gustaw Kramer
- Witold Pyrkosz : Duńczyk dit le Danois
- Krzysztof Kiersznowski : Nuta
- Jacek Chmielnik : Moks
- Elżbieta Zającówna : Natalia
- Ewa Szykulska : Marta Rychlińska
- Zdzisław Kuźniar : Krempitsch
- Józef Para : commissaire Przygoda
- Janusz Michałowski : commissaire Karelicki
- Włodzimierz Musiał : Szpula
- Ryszard Kotys : Melski
- Zbigniew Geiger : Stawiski, secrétaire de Kramer
- Zdzisław Wardejn : le propriétaire du théâtre
- Henryk Bista : Jan Rożek
- Leon Niemczyk : bijoutier
- Grzegorz Heromiński : adjoint du commissaire Przygoda
- Czesław Przybyła : gardien de prison
- Stanisław Jaroszyński : gardien de la banque de Kramer
- Ewa Frąckiewicz : couturière
- Zofia Charewicz : femme de Henryk Kwinto
- Zdzisław Szymborski : policier
- Jack Recknitz : journaliste allemand lors du match

## Distinctions
- Festival du film de Koszalin, Jeunesse et Cinéma 1981 : prix du jury.
- Festival du film polonais de Gdynia 1981 : prix du meilleur début pour Juliusz Machulski.
- Festival international du film de Karlovy Vary 1982 : prix spécial.
- Festival international du film policier de Manille (Philippines) 1982 : prix spécial.
- International Mystery Film Festival of Cattolica (Italie) 1982 : grand prix.
- Festival du film de comédie de Vevey (Suisse) 1982 : Golden Walking Stick.
- Prix du Ministère de la culture et des arts de Pologne pour Juliusz Machulski.
- Festival international de cinéma de Marseille 1984 : grand prix.